# Захер, Яков Михайлович
Я́ков Миха́йлович За́хер (псевд. Михайлов; 22 октября [3 ноября] 1893, Миасс, Оренбургская губерния — 14 марта 1963, Петродворец, Ленинград) — советский историк и педагог. Автор 102 работ, в том числе капитальной монографии (1930), посвящённой движению «бешеных» в годы Великой Французской революции.

## Биография
Сын горного инженера Менделя Бейнусовича (Михаила Вениаминовича) Захера и домохозяйки Ольги Григорьевны. Дед — Захер Бейнус Давидович был торговцем зерном в Режице. В начале XX века переехал с семьёй в Санкт-Петербург.
Окончил Тенишевское училище (1910), потом юридический факультет Императорского Петроградского университета (1915) и одно время работал по специальности, но затем сменил призвание. 15 октября 1918 года начал учиться на историческом отделении историко-филологического факультета того же университета, называвшегося уже Первым Петроградским, а затем просто Петроградским.
В 1917—1918 годах входил в РСДРП(м) (Плехановская группа «Единство») и состоял в меньшевистской организации Литейного района.
С 1919 по 1923 год был преподавателем Военно-политического училища имени Толмачёва.
После окончания в марте 1920 года историко-филологического факультета был оставлен при университете для подготовки к профессорскому званию. В 1922 году стал научным сотрудником исторического научно-исследовательского института при университете.
С 1923 года — на преподавательской работе в университете и ряде других учебных заведений. 25 мая 1923 года получил учёное звание доцента, а 9 ноября 1926 года — учёное звание профессора.
С 1923 года также член Общества историков-марксистов и Группы левой профессуры. С того же года кандидат в члены, а с 1925 года — член ВКП(б).
30 ноября 1929 года был исключён из партийных рядов как «выходец из чуждой социальной среды» и человек, проявивший во время пребывания в партии «полную политическую неустойчивость».
Отказался выступать против Е. В. Тарле на Объединённом заседании Института истории при ЛОКА и Ленинградского отделения общества историков-марксистов, но, поддавшись угрозам со стороны Г. С. Зайделя, опубликовал «покаянное» письмо против Тарле. Сохранил место профессора в пединституте, а на только что образованном историческом факультете ЛГУ получил место профессора-почасовика.
В ночь с 7 на 8 октября 1938 года был арестован в своей квартире (Моховая улица, дом 28, квартира 19а) сотрудниками УГБ НКВД.
19 сентября 1939 года предстал наряду с шестью другими историками перед судом Военного трибунала Ленинградского военного округа, обвиняясь в принадлежности с 1933 года к антисоветской меньшевистской организации. На суде отказался от своих показаний, указав на пытки, издевательства и истязания, которым подвергся в ходе следствия.
Решением Особого совещания НКВД от 19 октября 1940 года был приговорён к 8 годам исправительно-трудовых лагерей (ИТЛ). Срок отбывал в лагерях для политзаключённых Богучаны и Песчаный в Красноярском крае. 4 февраля 1941 года получил ещё 5 лет ИТЛ от Красноярского краевого суда.
В мае 1951 года директивой МГБ и прокуратуры СССР был определён на бессрочную ссылку в том же Красноярском крае, но 11 июля 1953 года в соответствии с постановлением МВД оказался на свободе.
Вначале поселился у сына в Петрозаводске, где устроился на работу заведующим кабинета учёта и медицинской статистики в городской больнице. Осенью 1956 года вернулся к преподавательской деятельности на истфаке ЛГУ.
Как повествует П. Уваров: «Вернувшись после лагерей и ссылки, он задумал переиздать свою старую книгу о „бешеных“. И не просто переиздать, а учесть все новейшие историографические достижения, весь опыт своей скрупулезной работы с источниками. Однако издательская судьба рукописи оказалась тяжелой: на протяжении нескольких лет от автора требовали то сократить текст, то изменить целый ряд формулировок, то согласовать свою концепцию с господствующим на тот момент „официальным“ взглядом на якобинцев. Книга вышла в сильно искаженном виде, хамское отношение редакции, постоянное нервное напряжение и материальные проблемы на фоне увольнения с кафедры ускорили уход Якова Михайловича из жизни».
Умер в Петродворце, где и похоронен.

## Семья
Жена — Анна Моисеевна Блюм, врач здравотдела Смольнинского района Ленинграда. Дети — Юрий (врач городской больницы Петрозаводска) и Наталья. Дядя — Мордух Бейнесович Захер глазной врач в Одессе.

## Оценки деятельности
Профессор А. И. Молок поведал 16 декабря 1939 года, как «заложил» своего друга:

Захеру было поручено парткомом ЛГУ сделать критический доклад о книге академика Тарле «Европа в эпоху империализма». Захеру очень не хотелось выступать против Тарле и вместе с тем, он боялся отказаться от партийного поручения. Захер должен был выступить с критическим докладом против Тарле и одновременно, не желая портить отношения с ним, он просил меня предупредить Тарле, что он это делает против своего желания, но принуждён партийной организацией. Я об этом заявлении сообщил партийной организации ЛОКА и некоторое время спустя Захер был исключен из партии.

Т. С. Кондратьева в книге «Большевики-якобинцы и призрак термидора» (М., 1993) писала, что стоявшие у истоков советской историографии Французской революции Н. М. Лукин, Ц. Фридлянд, Я. М. Захер и другие старались, чтобы «историческая реальность соответствовала теории, что привело к схеме, мало соответствующей результатам исторических исследований, но полезной для использования против зачинщиков компаративистского подхода», то есть любителей аналогий.
Как отмечает членкор РАН П. Уваров: «Я. М. Захер, чьи заслуги признавали и историки старшего поколения, и зарубежные коллеги, вернувшись в университет, считал себя продолжателем традиции „русской школы“, а в своем ученике А. В. Гордоне видел, таким образом, „научного внука“ Николая Ивановича Кареева».

## Некоторые сочинения
- Захер Я. М. Парижские секции 1790—1795 гг. Их политическая роль и организация. — Пг.: Госиздат, 1921. — 64 с.
- Захер Я. М. «Бешеные». Крайне левые французские демократии 1792—1794 гг. — Л.: гос. тип. им. Евг. Соколовой, 1930. — 241 с.
- Михайлов Я. А. Шометт. Антирелигиозник XVIII в. — М., 1930.
- Михайлов Я. Великая французская революция и церковь. — Т. 1—2. — М., 1929—1931.
- Захер Я. М. Движение «бешеных». — М.: Соцэкгиз, 1961. — 223 с.